# هیولت بنر
هیولت بنر (انگلیسی: Huelet Benner; ۱ نوامبر ۱۹۱۷ – ۱۲ دسامبر ۱۹۹۹) تیرانداز اهل ایالات متحده آمریکا بود.
وی در مسابقات کشوری و بین‌المللی در مجموع برندهٔ ۴ مدال طلا، ۱ مدال نقره، ۳ مدال برنز شده‌است.
در مسابقات جهانی ۱۹۴۹ در بوئنوس آیرس، آرژانتین، او قهرمانی تپانچه آتش سریع ۲۵ متر را به دست آورد. سال ۱۹۵۲ به ویژه برای هیولت بنر بود. در اسلو، نروژ در ماه ژوئیه، او دوباره در مسابقه ۲۵ متر تپانچه آتش سریع قهرمان جهان شد و رکورد جدیدی را در این روند ثبت کرد. در اواخر همان ماه، او طلای المپیک را در مسابقه تپانچه ۵۰ متر (که در آن زمان به عنوان تپانچه آزاد شناخته می‌شد) در هلسینکی فنلاند به دست آورد.